# Christmas in the Stars
Christmas in the Stars: Star Wars Christmas Album è un album di Meco Monardo prodotto nel 1980 dalla RSO Records. Contiene le canzoni natalizie della colonna sonora dei film della saga di Guerre stellari, riguardanti dei droidi prodotti da dei robot nella fabbrica di giocattoli di Babbo Natale.
La maggior parte del disco è narrata dall'attore britannico Anthony Daniels, che interpreta il suo ruolo di D-3BO ne L'Impero colpisce ancora. Il progettista del suono Ben Burtt ha anche prodotto gli effetti sonori per C1-P8 e Chewbecca.
L'album è famoso per esser stata la prima registrazione professionale di un giovane Jon Bon Jovi (accreditato come "John Bongiovi", suo vero nome di battesimo), che canta la canzone C1-P8 We Wish You A Merry Christmas. Questo fu dovuto al fatto che il cugino, Tony Bongiovi, era stato designato come co-produttore del disco.

## Tracce
1. Christmas in the Stars – 3:17
2. Bells, Bells, Bells – 3:15
3. The Odds Against Christmas – 3:04
4. What Can You Get a Wookiee for Christmas (When He Already Owns a Comb?) – 3:24
5. C1-P8 We Wish You a Merry Christmas – 3:16
6. Sleigh Ride – 3:36
7. Merry, Merry Christmas – 2:09
8. A Christmas Sighting ('Twas the Night Before Christmas) – 3:43
9. The Meaning of Christmas – 8:08